# Cicinnurus
Cicinnurus (Vieillot, 1816) es un género de aves paseriformes de la familia Paradisaeidae. Agrupa a tres
especies de aves del paraíso endémicas de Nueva Guinea e islas cercanas.

## Especies
Se distinguen las siguientes especies:
- Cicinnurus magnificus (Pennant, 1781)
- Cicinnurus regius (Linnaeus, 1758)
- Cicinnurus respublica (Bonaparte, 1850)

Aunque el IOC solo reconoce en este género a la especie tipo.